# Gavicalis fasciogularis
El mielero de manglar (Gavicalis fasciogularis) es una especie de ave paseriforme de la familia Meliphagidae endémica de Australia. 

## Distribución
Se extiende por las costas orientales de Australia, desde la costa oriental de Townsville en Queensland al norte de Nueva Gales del Sur. Su hábitat natural son los manglares tropicales y subtropicales.
La especie ha expandido hacia el sur su área de distribución en los últimos años. El mielero de manglar es común en la mayoría de su área de distribuión pero es más escaso en el sur.

## Taxonomía
Anteriormente se consideraba conespecífico con el mielero versicolor, pero en la actualidad se consideran especies separadas. Ambas especies junto al mielero cantarín integran el género Gavicalis.
En el pasado el mielero de manglar se clasificaba en el género Lichenostomus, pero fue trasladado al género Gavicalis tras un análisis filogenético publicado en 2011 que demostraba que el género original era polifilético.